# Răpsig
Răpsig – wieś w Rumunii, w okręgu Arad, w gminie Bocsig. W 2011 roku liczyła 680 mieszkańców. 